# Mamoudou Djibo
Mamoudou Djibo, né le 24 mars 1956 au Niger, est un homme politique et historien nigérien, ministre de l'Enseignement supérieur, de la Recherche et de l'Innovation d'avril 2021 à juillet 2023,,.

## Publications

### Ouvrages
- La participation des femmes africaines à la vie politique : les exemples du Sénégal et du Niger. L'Harmattan, 2001  (ISBN 9782296173200)
- Les transformations politiques au Niger à la veille de l'indépendance. L'Harmattan, 2001  (ISBN 9782296418752)

### Articles
- Rébellion touarègue et question saharienne au Niger. Autrepart 2002 ; 3 (23) : 135-156[4].
- Les enjeux politiques dans la colonie du Niger (1944-1960). Autrepart 2003 ; 3 (27) : 41-60[5].